# Виадук Мийо
Виадук Мийо́ (фр. le Viaduc de Millau) — вантовый мост через долину реки Тарн вблизи города Мийо в южной Франции (департамент Аверон). Этот виадук — последнее звено трассы А75, обеспечивающей высокоскоростное движение из Парижа через Клермон-Ферран к городу Безье. Мост был открыт 14 декабря 2004 года.
Авторами проекта моста были французский инженер Мишель Вирложо, известный до этого проектом второго по протяжённости (на момент строительства виадука Мийо) вантового моста в мире — моста Нормандии, и английский архитектор Норман Фостер.
Виадук был создан по договору концессии французского правительства с группой Eiffage (французской конструкторской компанией, в которую в том числе входят мастерские Густава Эйфеля, построившего Эйфелеву башню). Срок действия договора концессии — 78 лет.
Мост пересекает долину реки Тарн в её самой нижней точке, связывая плато Ларзака с красным плато и проходит по внутренней стороне периметра природного парка Большое плато.
На момент строительства Виадук Мийо́ был самым высоким транспортным мостом в мире, одна из его опор имеет высоту 341 метр — немного выше, чем Эйфелева башня, и всего на 40 метров ниже, чем Эмпайр-стейт-билдинг в Нью-Йорке.
Мост состоит из восьмипролётного стального дорожного полотна, поддерживаемого семью стальными колоннами. Дорожное полотно весит 36 000 тонн, имеет длину 2460 метров, ширину 32 метра и глубину 4,2 метра. Каждый из шести центральных пролётов имеет длину 342 метра, два крайних — по 204 метра
длиной. Дорога имеет небольшой уклон в 3 %, спускаясь от юга к северу, и кривизну радиусом 20 километров, чтобы дать водителям лучший обзор.
Движение осуществляется в две полосы в каждом направлении. Высота колонн варьируется от 77 до 244,96 метра, диаметр самой длинной колонны — 24,5 метра у основания и 11 метров у дорожного полотна. Каждая опора состоит из 16 секций, каждая секция весит 2230 тонн. Секции собирались на месте из частей массой 60 тонн, 4 метра шириной и 17 метров длиной. Каждая из опор поддерживает пилоны высотой 97 метров. Сначала были собраны колонны вместе с временными опорами, затем части полотна выдвигались через опоры при помощи гидравлических домкратов, управляемых со спутника, на 600 миллиметров каждые 4 минуты. Для крепления временных опор были использованы преднапряженные стержни диаметром 32, 50 и 75 мм.
В настоящее время по высоте расположения пролёта его превзошёл мост Дугэ через реку Бэйпаньцзян, связывающий провинции Гуйчжоу и Юньнань в Китае, открытый для движения 29 декабря 2016 года. Его длина — 1 341,4 м, дорожное полотно моста находится на высоте 564 м над рекой. Мост Дугэ — 1-й по высоте над пересекаемой преградой мост в мире. Однако следует заметить, что опоры его пилонов, как и моста через реку Сыдухэ в провинции Хубэй в Китае и других, более высоких мостов (по просвету от дорожного полотна до дна ущелья), не находятся глубоко на дне ущелья, а расположены на соединяемых плато или холмах, или неглубоко на склонах, в то время как опоры пилонов Виадука Мийо́ расположены на дне ущелья, что делает его самым высоким транспортным сооружением с точки зрения конструктива.

## Рекорды
Виадук имеет на своем счету три мировых рекорда:
- Самая высокая опора в мире: опоры Р2 и Р3, имеющие соответственно высоту в 244,96 и 221,05 метра, значительно превзошли предыдущий рекорд Франции — виадук Тюлля и Веррьера (141 м) и недавно установленный мировой рекорд виадука Кохерталь (Германия), высота которого 181 метр.
- Мировой рекорд высоты опоры моста с пилоном: высота пилона вместе с опорой Р2 достигает 343 м.
- Самое высокое дорожное полотно в мире: 270 м над землёй в самой высокой точке. Только полотно моста Royal Gorge Bridge (англ., 321 м) в штате Колорадо в США, который считается самым высоким мостом в мире, превосходит виадук Мийо, но там речь идет о пешеходных мостках, пересекающих Арканзас.

## Основная часть автотрассы А75
Трасса A75 (фр. la Méridienne) — проект, разработанный с целью увеличения скорости и снижения стоимости автомобильных передвижений из Парижа на юг: он абсолютно бесплатен (за исключением виадука Мийе) на протяжении 340 км между городами Клермон-Ферран и Безье.

### Ось Север — Юг
На 2007 год существует четыре трассы Север — Юг, пересекающих Францию:
- На востоке ось Париж — Лион — Долина Роны, трассы А6 и А7.
- На западе ось Париж — Бордо — Ажен — Тулуза, трассы А10 и А62.
- В центре, к западу от Центрального массива, ось Вьерзон — Лимож — Брив — Тулуза, трасса А20.
- В центре, через Центральный массив и виадук Мийо, ось Клермон-Ферран — Безье, трасса А75.

### Автотрасса А75
Этот участок вписывается в общую схему по созданию четвёртой автодорожной оси между севером и югом Франции. Её строительство началось в 1975 году и закончилось в 2004 году вводом в эксплуатацию виадука Мийо.
Новая автотрасса А75 в дополнение к трассе А71 между Орлеаном и Клермон-Ферраном открыла четвёртый путь через Францию и имеет четыре основных характеристики:
- Она позволяет разгрузить долину реки Роны, активно используемую грузовыми машинами (как путь с севера Европы в Испанию и Португалию) и отпускниками, отправляющимися на побережье Средиземного моря.
- Она является самой прямой и соответственно самой экономичной трассой (по времени и по затратам на горючее) из всех четырёх дорог.
- Она также позволяет улучшить связь Центрального массива и города Клермон-Ферран с южными французскими территориями.
- Она дополняет французскую автодорожную сеть и в более глобальном масштабе упрощает транзитную связь между Северной Европой и парижским регионом с одной стороны и Испанией и западным побережьем Средиземного моря с другой.

### Решение о переправе через Тарн возле Мийо
Тарн — это река, которая течёт с востока на запад, на юге Центрального массива, пересекая, таким образом, ось Север — Юг.
В течение примерно 30 лет автотрасса А75 оставалась незаконченной на подступах к Мийо. До строительства виадука реку пересекали по мосту, расположенному в глубине долины в городе Мийо. С каждым годом в летние сезоны километровые заторы и многочасовые ожидания для пересечения города всё больше увеличивались. Эти заторы стали причиной того, что все преимущества автотрассы А75 сходили на нет, хотя она создавалась для благоустройства территории и была полностью бесплатна на протяжении 340 км. А такое движение являлось лишь причиной загрязнения окружающей среды и представляло собой опасность для Мийо.
Строительство виадука заняло много времени. В этом регионе суровые климатические условия — сильные ветра и довольно специфические геологические характеристики плато Ларзак (фр. plateaux du Larzac) и долины Тарна, зажатой между крутыми берегами, — создавали определённые сложности. Различные проекты по пересечению долины было технически трудно выполнить. Потребовалось 10 лет исследований и 4 года строительства, чтобы закончить этот проект. После завершения строительства автотрасса перестала проходить через город Мийо.

## Сооружение
Виадук является вантовым мостом длиной 2460 м.
Он пересекает долину Тарна на высоте около 270 м над землёй.
Дорожное полотно шириной в 32 м является четырёхполосным (две полосы в каждом направлении) и имеет две резервных полосы.
Виадук стоит на 7 опорах, каждая из которых увенчана пилонами высотой в 87 м (на них закреплены 11 пар вант).

### Статистика
- Длина: 2460 м.
- Ширина: 32 м.
- Максимальная высота (высота стойки опоры Р2): 343 м, то есть на 20 м выше Эйфелевой башни.
- Максимальная высота дорожного полотна: около 270 м над землёй.
- Уклон: 3,025 %, поднимающийся с севера на юг по направлению Клермон-Ферран — Безье.
- Радиус кривизны: 20 км.
- Высота самой большой опоры (Р2): 245 м.
- Высота самой маленькой опоры (Р7): 77,56 м.
- Высота пилонов: 88,92 м.
- Количество опор: 7.
- Количество вант: 154 (11 пар на пилонах, расположенных на одной оси).
- Давление на ванты: 900 т для самых длинных.
- Вес стального полотна: 36 000 т, то есть в 4 раза больше, чем Эйфелева башня.
- Объём бетонных конструкций: 85 000 м³, что составляет 206 000 т.
- Стоимость строительства: 400 млн. евро.
- Срок концессии: 78 лет (3 года строительства и 75 лет эксплуатации).
- Гарантия: 120 лет.

### Опоры и устои
| P1       | P2       | P3       | P4       | P5       | P6       | P7      |
| 94,501 м | 244,96 м | 221,05 м | 144,21 м | 136,42 м | 111,94 м | 77,56 м |

Каждая опора стоит в четырёх колодцах глубиной 15 м и диаметром 5 м.
Бетонные конструкции, произведённые LAFARGE, обеспечивают крепление дорожного полотна с землёй у плато Ларзака и красного плато. Они называются устоями.

### Дорожное полотно
Металлическое полотно виадука, очень лёгкое по сравнению с его общей массой, примерно в 36 000 т имеет длину 2460 м и ширину 32 м. Полотно насчитывает 8 пролётов. Шесть центральных пролётов имеют длину 342 м каждый, а два крайних — 204 м. Полотно состоит из 173 центральных кессонов, настоящий позвоночник сооружения, к которым плотно припаяны боковые настилы и крайние кессоны. Центральные кессоны состоят из секций по 4 м в ширину и 15-22 м в длину при общем весе в 90 т.

### Пилоны
Семь пилонов высотой 88,92 м и весом около 700 т стоят на опорах. К каждому из них крепятся 11 пар вант, поддерживающих дорожное полотно.

### Ванты
Ванты были разработаны сообществом «Фрейссине» (фр. Freyssinet). Каждый канат получил тройную защиту от коррозии (гальванизация, покрытие защитным воском и экструдированной полиэтиленовой оболочкой). Внешняя оболочка вант по всей длине снабжена гребнями в виде двойной спирали. Цель такого устройства — избежать стекания воды по вантам, которое в случае сильного ветра может вызвать вибрацию вант, что скажется на устойчивости виадука.

### Покрытие
Чтобы противостоять деформации металлического полотна из-за движения автотранспорта, исследовательская группа «Аппиа» (фр. Appia) разработала специальный асфальтобетон на основе минеральной смолы. Достаточно мягкий, чтобы приспосабливаться к деформации стали, не давая трещин, он, однако, должен был иметь достаточную устойчивость, чтобы отвечать автодорожным критериям (износ, плотность, структура, сцепление, устойчивость к деформации — образованию колеи, наплывов, сдвигов и т. д.). Потребовалось два года исследований, чтобы найти «идеальную формулу».

### Электрическое оборудование
Электрическое оборудование виадука пропорционально всему огромному сооружению. Так, по мосту проложено 30 км кабелей высокого напряжения, 20 км оптико-волоконных, 10 км кабелей низкого напряжения и создано 357 телефонных соединений, чтобы ремонтные команды могли сообщаться между собой и иметь связь с центром управления, где бы они ни находились — на полотне, опорах или пилонах.
Что касается аппаратуры, то виадук, конечно, не остался без различных приборов. Опоры, полотно, пилоны и ванты, все снабжены большим количеством датчиков. Они были задуманы для того, чтобы отслеживать малейший сдвиг виадука и оценивать его устойчивость по истечении времени износа. Анемометры, акселерометры, уклономеры, температурные датчики и т. д. — все они входят в набор используемых измерительных приборов.
12 оптико-волоконных тензометров были размещены у подошвы опоры Р2. Будучи самой высокой опорой виадука, она подвергается самой большой нагрузке. Эти датчики улавливают любой сдвиг от нормы на микрометр. Другие тензометры, уже электрические, были размещены на вершинах опор Р2 и Р7. Эта аппаратура способна делать до 100 замеров в секунду. При сильном ветре они позволяют постоянно наблюдать за реакцией виадука на исключительные погодные условия. Акселерометры, расположенные в стратегически важных пунктах полотна, контролируют колебательные явления, которые могут повлиять на металлические конструкции. Расположение полотна на уровне устоев наблюдается вплоть до миллиметра. Что касается вант, они тоже оборудованы аппаратурой, и за их старением идёт тщательное наблюдение. Более того, два пьезоэлектрических датчика собирают разнообразные данные, касающиеся трафика: вес машин, средняя скорость, плотность потока движения и т. д. Эта система способна различать 14 разных типов машин.
Собранная информация передаётся через сеть наподобие Ethernet к компьютеру в информационное помещение здания по эксплуатации виадука, расположенного около шлагбаума пункта уплаты дорожной пошлины.

### Пункт уплаты дорожной пошлины
В 4 км к северу от виадука около деревни Сен-Жермен (фр. Saint-Germain) находятся единственный пункт уплаты дорожной пошлины на трассе А75 и здания коммерческой и технической группы по эксплуатации виадука. Эти заведения расположены на территории коммуны Мийо. Пункт уплаты дорожной пошлины защищён навесом, который состоит из 53 элементов (балок). Навес имеет длину около ста метров и ширину 28 м. Его вес составляет примерно 2500 т.
Пункт обслуживает 16 полос движения (по 8 в каждое направление). На случай небольшого потока машин центральный отсек оборудован для взимания оплаты с машин двигающихся в обоих направлениях. Парковка, снабжённая туалетами, доступна и с той, и с другой стороны от шлагбаума. Общая стоимость этих строений — 20 млн евро.

## Четырнадцать лет исследований

### Хронология
- 1987: Составление первых чертежей (СЕТЕ в Экс-ан-Провансе).
- 19 октября 1991: Принятие решения о строительстве «высокой» трассы через Тарн длиной около 2 500 м.
- 1993—1994 гг.: Консультации у семи архитекторов и восьми исследовательских комиссий.
- 10 января 1995: Заявление об общественной полезности проекта.
- 9 июля 1996: Жюри приняло решение о вантовой конструкции многочисленных пролётов, предложенное объединением «Sogelerg» (Мишель Вирложё) — архитектор Норман Фостер.
- 20 мая 1998: Решение о создании концессии[2].
- 8 июня 2000: Начало конкурса на концессию и сооружение. Письмо, адресованное четырём объединениям[2].
- Март 2001: «Eiffage», предложивший сообщество «Compagnie Eiffage du Viaduc de Millau» (CEVM), объявлен лауреатом конкурса и будущим концессионером.
- Август 2001: Сообщение Государственного Совета о проекте министерского декрета, признающего концессию за «Eiffage».
- 8 октября 2001: Декрет, одобряющий договор о концессии[3].

### Предварительные исследования

#### Выбор между четырьмя маршрутами
Во время выбора маршрута трассы А75 было решено, что она пройдёт через Мийо. А в начале исследований рассматривались следующие четыре варианта:
- Маршрут «grand Est» — «Восток» ( жёлтый ), проходящий к западу от Мийо и преодолевающий на большой высоте долины Тарна и Дурби через два моста (длиной от 800 до 1 000 м), чьё строительство оказалось бы довольно сложным. При таком выборе доступ к Мийо открылся бы только со стороны плато Ларзак через длинный и извилистый спуск Ля-Кавалери (фр. La Cavalerie). Конечно, такая трасса была бы намного короче и удобнее для транзитного движения, но, тем не менее, этот вариант был отвергнут, так как этот маршрут не удовлетворял всем потребностям коммуны Мийо.

- Маршрут «grand Ouest» — «Запад» ( чёрный ), длиннее предыдущего примерно на 12 километров, должен был проходить через долину Сернона (фр. Cernon). С технической точки зрения он был намного легче для реализации (хотя требовалось построить 4 виадука), но это решение существенно сказалось бы на окружающей среде, особенно на живописных деревнях Пейр (фр. Peyre) и Сен-Жорж-де-Люзенсон (фр. Saint-Georges-de-Luzençon). Кроме того, он был бы более дорогостоящим, чем предыдущий вариант и только навредил бы Мийо. Поэтому этот маршрут был также отвергнут.

- Маршрут «proche de la RN9» — «близкий к RN9» ( красный ) был бы удобен для Мийо, но с ним были сопряжены некоторые технические сложности, и он нанес бы серьёзный удар по уже застроенным или запроектированным районам. От этого маршрута отказались.

- Маршрут «médian» — «срединный» ( синий ) получил довольно широкое местное одобрение, но строительство должно было быть довольно сложным из-за геологических характеристик, особенно из-за высоты, на которой нужно было пересекать долину Тарна. Однако исследовательская экспертиза подтвердила, что проект можно осуществить.

Именно этот последний «срединный» вариант был выбран и подтверждён решением министерства 28 июня 1989 года.

#### Принятие окончательного решения
Когда был выбран один из четырёх вариантов пролегания трассы, службы министерства снабжения начали обсуждать две группы возможных решений данной задачи:
- «Верхний» вариант прохождения трассы — создание виадука длиной 2500 метров, проходящего на высоте 200 метров над уровнем Тарна.

- «Нижний» вариант прохождения трассы — дорога, спускающаяся в равнину и преодолевающая Тарн через мост длиной 600 метров, а затем через виадук до Ларзака длиной 2300 метров, удлинённый туннелем.

После долгих исследований и местных консультаций, второй вариант был отклонен в основном из-за того, что туннель должен был пересекать горизонт грунтовых вод, а также из-за стоимости данного проекта, его воздействия на урбанизацию и из-за удлинения трассы. Более короткая и дешёвая, предоставляющая лучшие условия безопасности для клиентов «верхняя» трасса вызвала гораздо больше интереса.
Выбор «верхнего» варианта был подтверждён решением министерства от 29 октября 1991 года.
По этому проекту необходимо было построить виадук длиной 2 500 м. С 1991 по 1993 год отдел инженерных сооружений «Sétra» под руководством Мишеля Вирложё занимался предварительными исследованиями и проверял осуществимость уникальной конструкции, пересекающей долину. Учитывая технические, архитектурные и финансовые цели, дорожное управление устроило конкурс между исследовательскими и архитектурными отделами для того, чтобы расширить область поиска приемлемых решений. В июле 1993 года 17 исследовательских и 38 архитектурных отделов предоставили кандидатов для выполнения первичных исследований. С помощью междисциплинарной комиссии, дорожное управление выбрало 8 исследовательских бюро для технических исследований и 7 архитектурных отделов — для поиска архитектурных решений.

#### Выбор технического решения
В то же время была создана коллегия международных экспертов, в числе которой были технические, архитектурные и ландшафтные специалисты, во главе с Жаном-Франсуа Костом. Коллегия должна была выбрать техническое решение для осуществления проекта. В феврале 1994 года на основе предложений архитекторов и исследовательских отделов и при поддержке коллегии специалистов было определено пять вариантов технического выполнения виадука.
Вновь начался конкурс: было сформировано пять пар архитектурных и исследовательских групп, состоящих из лучших кандидатов первого этапа. Каждая из них занялась глубоким анализом предложенных решений. 15 июля 1996 года Бернар Пон, министр по снабжению, утвердил предложение жюри, состоящего из депутатов, искусствоведов и специалистов во главе с директором дорожного ведомства (в то время) Кристианом Лейри. Был принят вариант, представленный группой исследовательских отделов «Sogelerg», «Europe Etudes Gecti» и «Serf» и командой архитекторов «Norman Foster & Partners», о создании вантового виадука.
Тщательные исследования велись группой-лауреатом под управлением дорожного ведомства до середины 1998 года. После испытаний в аэродинамической трубе устройство дорожного полотна было переделано, а чертежи опор усовершенствованы.
Окончательные характеристики строения были утверждены в конце 1998 года. После согласия министра по снабжению на строительство и дальнейшую эксплуатацию виадука в 1999 году были объявлены международные торги.
За право получения концессии соревновались четыре концерна:
- Объединение «Compagnie Eiffage du Viaduc de Millau» (CEVM) вместе с Eiffage;
- Объединение во главе с испанской группой «Dragados», включающее в себя «Skanska» (Швеция) и «Bec» (Франция);
- Объединение «Société du viaduc de Millau», включающее в себя французские сообщества «ASF», «Egis», «GTM», «Bouygues Travaux Publics», «SGE», «CDC Projets», «Tofinso» и итальянскую группу «Austrade»;
- Объединение во главе с «Générale Routière», включающее в себя «Via GTI» (Франция) и «Cintra», «Nesco», «Acciona» и «Ferrovail Agroman» (Испания).

В конце концов, было выбрано объединение «Compagnie Eiffage du Viaduc de Millau».
Применялось оборудование фирмы Peri.

### Оппозиция
Многие ассоциации («WWF», «France Nature Environnement», «Fédération nationale des usagers de l’autoroute» (FNAUT), «Agir pour l’environnement») выступили против данного проекта.
Противники проекта выдвигали следующие аргументы:
- Автотрасса, проходящая западнее запланированной, была бы более приемлемой: на 3 километра длиннее, но в 3 раза дешевле и с постройкой трёх классических сооружений;
- Главная цель строительства виадука не была бы достигнута: из-за наличия пункта уплаты дорожной пошлины виадуком будут мало пользоваться, и это не решит проблемы дорожных заторов в округе Мийо;
- Невозможно будет достичь финансового равновесия: доходы пункта уплаты дорожной пошлины никогда не позволят вернуть инвестиции, и концессионное сообщество вынуждено будет просить субвенции;
- Техническое решение несовершенно, поэтому опасно и недолговечно: опоры будут недостаточно устойчивы, так как будут стоять на мергеле долины Тарна;
- Виадук представляет собой объездной путь: уменьшение числа туристов, проезжающих через Мийо, скажется отрицательным образом на экономике города.

## Условия концессии

### Реформа 2001 года о финансировании автотрасс
На основе закона от 18 апреля 1955 года о статусе автотрасс государство могло уступить строительство и эксплуатацию участков автодорог сообществам, в которых решающую роль играли общественные интересы. Но из-за изменения международной обстановки и в особенности из-за необходимости расширения конкуренции, выраженной в директиве 93/37/CCE Совета ЕС от 14 июня 1993 года, нужно было менять существующую систему.
Такое изменение было осуществлено благодаря постановлению № 2000—273 от 28 марта 2001 года, ратифицированного законом № 2001—1011 от 5 ноября 2001 года. Этот закон давал возможности для более широкой конкуренции и введения в действие новых исполнительных механизмов. Суть данной системы заключалась в частичном финансировании новых участков автотрасс благодаря сборам дорожной пошлины, взимаемой на действующих участках трасс теми же концессионерами, которые получали продление договора. В действительности такая система не соответствовала справедливой конкуренции между кандидатами для предоставления новой концессии, так как она давала преимущества сообществам, которые уже располагали полученной сетью участков, в ущерб новым производителям.
Однако необходимые в известных случаях общественные взносы для финансового равновесия будущих автодорожных концессий осуществлялись теперь в форме субсидий, и новые дорожные участки становились предметом особых контрактов. Такая система позволила лучшим образом сравнивать предложения различных кандидатов.

### Применение закона 2001 г.: концессия виадука Мийо
Таким образом, виадук Мийо стал вторым автодорожным сооружением, попавшим в область действия реформы 2001 года. Он финансировался частными фондами в рамках договора о концессии: само сооружение является собственностью французского государства, расходы по строительству и эксплуатации виадука несет концессионер, доходы от дорожной пошлины также получает концессионер.
Стоимость выполнения всего комплекса строительных работ оценивается примерно в 400 млн евро.
Следует отметить тот факт, что никакие общественные субсидии для поддержания финансового равновесия в данном случае не потребовались в отличие от двух других подобных договоров, заключенных после принятия постановления 2001 года:
- Строительство автотрассы А28 между Руаном и Алансоном: концессия на 55 лет, полученная в апреле 2001 г. (первые из подобных торгов) сообществом «Alis» в размере 917 млн евро с участием французского государства (20 %) и административно-территориального образования Нормандии (20 %).

- Строительство автотрассы А19 между Артене и Куртене: концессия на 65 лет, полученная 31 марта 2005 года сообществом «ARCOUR», дочерним предприятием группы «VINCI», в размере 595 млн евро с финансовым участием размером в 80 млн евро общественных организаций (50 % — французское государство и 50 % — Генеральный Совет, глава ряда административно-территориальных образований).

### Концессионер: компания «Eiffage du viaduc de Millau»
Договор о концессии между французским государством и компанией «Eiffage du viaduc de Millau», дочернего предприятия группы Eiffage, по финансированию, проектированию, строительству, эксплуатации и техническому обслуживанию виадука Мийо подписан 27 сентября 2001 года Жан-Клодом Гессо, министром снабжения и транспорта (от лица французского государства), и Жаном-Франсуа Роверато, генеральным президентом-директором компании «Eiffage du viaduc de Millau».
Соглашение утверждено декретом № 2001—923 от 8 октября 2001 года премьер-министром Франции Лионелем Жоспеном.
Представительство компании «Eiffage du viaduc de Millau» находится в центре города Мийо. Центр коммерческой и технической эксплуатации, также как и пункт уплаты дорожной пошлины компании располагается около деревни Сен-Жермен на северо-востоке от Мийо. Постоянное дежурство осуществляется примерно пятьюдесятью служащими (безопасность, техническое обслуживание, сбор дорожной пошлины, патрулирование и ремонтные работы).

### Срок концессии
Срок концессии, 78 лет, — необычно большой по сравнению с обычными автодорожными концессиями из-за необходимости достижения финансового равновесия.
Однако французское государство имеет право выкупить право концессии после 1 января 2045 года. Такая перекупка предполагает выплату возмещения убытков концессионеру, условия этих расчётов четко определены в договоре о концессии. Государство также может прекратить концессию, когда «реальный торговый оборот (стоимость на ноябрь 2000 года), приведённый к цифрам 2000 года по ставке в 8 %, станет равен или превысит сумму в 375 млн евро». В таком случае, концессия прекратится без возмещения убытков.

### Дорожная пошлина
Тариф взимаемой концессионером дорожной пошлины устанавливается им самим ежегодно в соответствии с действующим законодательством в рамках пятилетних планов, которые утверждаются двумя участниками договора.
На 2010 год стоимость проезда через виадук (с 1 февраля 2009 года) следующая:
- 6,00 € для легковых автомобилей (7,70 € в июле и в августе)
- 9,00 € для промежуточных типов транспорта (типа легкового с прицепом) (11,60 € в июле и в августе)
- 21,30 € для двухосных грузовиков (массой более 3,5 тонн) (весь год)
- 28,90 € для трёхосных грузовиков (весь год)
- 3,90 € для мотоциклов (весь год)

## Хронология строительства
- 16 октября 2001 года: Начало строительства.
- 14 декабря 2001 года: Закладка «первого камня».
- Январь 2002 года: Закладка фундамента опор.
- Март 2002 года: Начало установки устоя С8.
- Июнь 2002 года: Начало установки опор — окончание установки устоя С8.
- Июль 2002 года: Начало установки временных опор.
- Август 2002 года: Начало установки устоя С0.
- Сентябрь 2002 года: Начало монтажа настила моста.
- Ноябрь 2002 года: Опора P2 (самая высокая) превзошла высоту в 100 метров.
- 25 февраля 2003 года: Начало наводки дорожного полотна.
- 28 мая 2003 года: Опора Р2 достигла высоты в 180 метров, став, таким образом, самой высокой опорой в мире (до этого обладателем мирового рекорда был виадук Кохерталь). Этот рекорд был вновь побит в конце года опорой высотой в 245 метров.
- 3 июля 2003 года: Начало процесса наводки участка L3. Наводка была завершена через 60 часов. К концу наводки дорожное полотно было временно присоединено к опоре, чтобы увериться в её устойчивости в случае бури при скорости ветра в 185 км/ч.
- 25—26 августа 2003 года: Наводка участка L4. Дорожное полотно перекинулось от опоры Р7 к временной опоре Pi6.
- 29 августа 2003 года: Состыковка дорожного полотна по линии промежуточной опоры Pi6 после преодоления 171 метров. Дорожное полотно было приподнято на высоту в 2,4 метров, чтобы оно смогло пройти над временной опорой Pi6. После этого «Фрейссине» временно поставил пилон Р3 на опору Р7.
- 12 сентября 2003 года: Вторая наводка (L2) 114 метров металлического настила моста с северной стороны виадука. Первая наводка (L1) была произведена на земле довольно близко к уровню устоя, позволив проверить данную процедуру и технические приспособления.
- 20 ноября 2003 года: Окончание строительства опор.
- 26 марта 2004 года: Наводка участка L10 с южной стороны. Дорожное полотно достигло опоры Р3.
- В ночь с 4 на 5 апреля 2004 года: Металлический настил доведён до опоры Р2, самой высокой в мире. Операция наводки замедлялась из-за ветра и пелены тумана, мешавших лазерной наводке. К этому моменту было закончено 1947 метров дорожного полотна.
- 29 апреля 2004 года: Окончание наводки дорожного полотна с северной стороны. Край дорожного полотна находился на одной линии с Тарном. Оставалось произвести ещё две наводки с южной стороны.
- 28 мая 2004 года: Северное и южное полотно находятся на расстоянии в несколько сантиметров друг от друга. Официально объявлено о соединении этих частей (фактически окончательная состыковка была завершена в течение следующих нескольких дней).
- Конец июля 2004 года: Закончен подъём пилонов.
- 21—25 сентября 2004 года: Начало укладки дорожного покрытия группой «Appia». Для этого было использовано 9000 тонн специального асфальтобетона и 1000 тонн обычного асфальтобетона по центру.
- Ноябрь 2004 года: Окончание демонтажа временных опор.
- 17 ноября 2004 года: Начало проведения проверки конструкции (920 т общей нагрузки).
- 14 декабря 2004 года: Торжественное открытие виадука президентом Франции Жаком Шираком.
- 16 декабря 2004 года, 9:00: Открытие виадука для транспортного движения раньше запланированного срока (изначально виадук собирались открыть 10 января 2005 года).
- 18 декабря 2004 года: Завершение последних отделочных работ.

## Фильмография
- «Занимательно обо всем. Виадук Мийо» (фр. C'est pas sorcier. Le Viaduc de Millau) — научно-популярный фильм, снятый в 2004 году[6].
- «Мистер Бин на отдыхе» — виадук показан в сцене, когда мистер Бин едет на побережье Средиземного моря.
- Megastructures, World’s Tallest Bridge (Millau Bridge), 23 января 2006 года[7].